# Conceição Freitas
Conceição Freitas (Nascida em Manaus) é uma jornalista e escritora brasileira.
Desde 1992 é colunista e repórter do Correio Braziliense.

## Prêmios
- 51º Prêmio Esso de Jornalismo - Grande Prêmio Esso(prêmio Principal) - Melhor Trabalho Jornalístico do Ano, série "Amores Possíveis"[1]
- 6º Prêmio Engenho de Comunicação 2009 - Melhor Coluna - "Crônica da Cidade"
- 4º Prêmio Confea de Jornalismo - Melhor reportagem em veículo impresso: "A Invenção- 50 anos do Projeto de Lúcio Costa"

## Obras
- Só em Caso de Amor — 100 Crônicas para Conhecer Brasília (2009)
- Amantíssima (2009)